# オロチン
オロチン・キュレゲン（モンゴル語: Oločin Küregen、生没年不詳）は、13世紀初頭にモンゴル帝国に仕えたコンギラト部出身の万人隊長（トゥメン）。『元史』などの漢文史料では斡羅陳(wòluóchén)と記される。

## 概要
オロチンは大元ウルスを創設したクビライの義兄に当たるナチン・キュレゲンの息子として生まれ、兄弟にはテムル、ジルワダイ、マンジタイ、ナムブイらがいた。ナチンの息子達の中では年長であり、1261年のシムルトゥ・ノールの戦いにも参戦したことが記録されている。父のナチン・キュレゲンが亡くなると長兄のオロチンが万人隊長（トゥメン）の地位を継ぎ、オルジェイを娶った。しかし、オルジェイは婚姻から数年後に亡くなってしまったため、今度はクビライの娘のナンギャジンを娶った。オロチンとナンギャジンとの婚姻は、遅くとも1269年（至元6年）以前のことと見られる。
1276年（至元13年）冬、以前よりクビライ政権に不満を抱いていたシリギ、トク・テムルといったトルイ系諸王はアルマリクにて叛乱を起こし、シリギをカアンに推戴してクビライに叛旗を翻した（シリギの乱）。叛乱軍はアルマリクから東に進み、モンゴル高原を制圧しようとしたが、これに呼応して兵を挙げたのがジルワダイであった。「張氏先塋碑」によると、ジルワダイはオロチンを捕虜としてコンギラト部の根拠地応昌を包囲せんと北上したが、間もなくオロチンはジルワダイによって殺害されてしまった。しかしキプチャク人将軍トトガクの活躍によってジルワダイはシリギら反乱軍との合流を果たせず、最終的にボロカンらによって討伐された。叛乱鎮圧後、コンギラト部ではオロチンの弟のテムルが1280年（至元17年）に万人隊長（トゥメン）の地位を継承し、また未亡人となったナンギャジンをレビラト婚で娶った。
オロチンに息子はいなかったが、娘のシリンダリはオルジェイトゥ・カアン（成宗テムル）に嫁いでいる。ただしオロチンが亡くなったシリギの乱時にテムルは僅か13歳に過ぎず、オロチンはこの婚姻に直接関わっておらず、有力な姻族との繋がりを求めたテムルの側からの働きかけで成立した婚姻であると考えられている。

## コンギラト部デイ・セチェン家
- デイ・セチェン
  - アルチ・キュレゲン（Alči Küregen ＞阿勒赤古咧堅/ālèchì gŭliējiān,الجی كوركان/Āljī kūrkān）
    - チグゥ・キュレゲン（Čiγu Küregen ＞赤古古咧堅/chìgŭ gŭlièjiān,جیکو كوركان/Jīkū kūrkān）
    - オキ・フジン・カトン（Öki füǰin qatun ＞اوکی فوجین خاتون/Ūkī fūjīn khātūn）
    - 昭睿順聖皇后チャブイ・カトン（Čabui qatun ＞察必/chábì,جابون خاتون/Jābūn khātūn）
    - 万戸オチン・キュレゲン（Očin Küregen ＞斡陳/wòchén）
    - ナチン・キュレゲン（Način Küregen ＞納陳/nàchén,ناچین كوركان/Nāchīn kūrkān）
      - 万戸オロチン・キュレゲン（Oločin Küregen ＞斡羅陳/wòluóchén）
        - 貞慈静懿皇后シリンダリ・カトン（Širindari qatun ＞失憐答里/shīliándālǐ）

      - 叛臣ジルワダイ（J̌ilwadai ＞只児瓦台/zhǐérwǎtái）
      - 万戸テムル・キュレゲン（Temür Küregen ＞帖木児/tièmùér）
        - 万戸ディウバラ・キュレゲン（Diwubala Küregen ＞雕阿不剌/diāoābùlà）
          - アリギヤシリ・キュレゲン（Ariγiyaširi Küregen ＞阿里嘉室利/ālǐjiāshìlì）
          - ブダシリ・カトン（Budaširi qatun ＞不答失里/bùdāshīlǐ）

        - 万戸センゲ＝ブラ・キュレゲン（Sengge bura Küregen ＞桑哥不剌/sānggē bùlà）

      - 万戸マンジタイ・キュレゲン（Manǰitai Küregen ＞蛮子台/mánzǐtái）
      - ナムブイ・カトン（Nambui qatun ＞南必/nánbì,نمبوى خاتون/Namubūī khātūn）